# Anthosiphon
Anthosiphon là một chi thực vật có hoa trong họ, Orchidaceae.